# Stazione di Hachihommatsu
La stazione di Hachihommatsu (八本松?, Hachihonmatsu-eki) è una stazione ferroviaria situata nella città di Higashihiroshima, nella prefettura di Hiroshima in Giappone. Si trova lungo la linea principale Sanyō.

## Linee e servizi
JR West
■ Linea principale Sanyō

## Caratteristiche
La stazione è dotata di due marciapiedi laterali con tre binari in superficie. La stazione supporta la bigliettazione elettronica ICOCA ed è dotata di tornelli di accesso.
| 1 | ■ Linea principale Sanyō | per Mihara, Fukuyama e Okayama |
| 2 | ■ Linea principale Sanyō | per Hiroshima e Iwakuni        |

## Stazioni adiacenti
| «                      | Servizio               | »                      |
| Linea principale Sanyō | Linea principale Sanyō | Linea principale Sanyō |
| ---------------------- | ---------------------- | ---------------------- |
| Saijō                  | Locale                 | Seno                   |
| Saijō                  | Rapido Tsūkin Liner    | Kaitaichi              |